# Neodartus rufopunctatus
Neodartus rufopunctatus är en insektsart som beskrevs av Victor Ivanovitsch Motschulsky 1863. Neodartus rufopunctatus ingår i släktet Neodartus och familjen dvärgstritar. Inga underarter finns listade i Catalogue of Life.